# Gudomlig tillbedjerska av Amon
Gudomlig Bedårerska av Amon (dwꜣt nṯr n jmn) var ett prästämbete för kvinnor i det forntida Egypten. Dess innehavare var översteprästinna för Amon och styrde guden Amons tempelstad och tempelkomplex i Tebe och innehade både religiös, ekonomisk och politisk makt.
Titeln nämns först i samband med ämbetet Guds Maka till Amon, som fanns på 1500-talet f.Kr., föll ur bruk och sedan återupplivades under Egyptens tjugonde dynasti på 1100-talet f.Kr. Titeln användes sedan av Amons översteprästinna i Tebe jämsides med titeln Guds Maka till Amon, ibland av samma person, ibland som titeln för översteprästinnans utsedda efterträdare, fram till 525 f.Kr., då den avskaffades i samband med persernas erövring av Egypten. 